# Eleonora Sarti
Eleonora Sarti (Cattolica, 10 marzo 1986) è un'arciera italiana.
Fa parte del Gruppo Sportivo Paralimpico della Difesa e della società di tiro con l'arco Castenaso Archery Team di Bologna. Nel 2016 ha partecipato alle Paralimpiadi di Rio.

## Biografia
Insieme ad altri undici atleti paralimpici, tra i quali Andreea Mogoș, Simone Barlaam, Arianna Talamona ha prestato il proprio corpo nudo a una campagna fotografica di Oliviero Toscani, Naked. La disabilità senza aggettivi, esposta a piazza del Campidoglio a Roma a dicembre 2019 per richiamare l'attenzione sui pregiudizi ancora esistenti sulle disabilità.

Sarti ha collaborato al film "A muso duro" su Antonio Maglio, il padre delle Paralimpiadi, insieme ad altri 6 atleti paralimpici. In merito a questa esperienza, in un'intervista l'atleta ha dichiarato che:
"Quando ho ricevuto la sinossi ho subito scritto alla produzione dicendo che mi sarebbe piaciuto partecipare e che mi complimentavo per il tema scelto. Questo perché dopo le Paralimpiadi, che avvengono ogni 4 anni, le luci della ribalta si spengono, si affievoliscono e solo qualche atleta di spicco riesce a rimanere in evidenza. Ed essere considerati dei supereroi a me non piace, non è il modo migliore per raccontare lo sport paralimpico e soprattutto l’atleta paralimpico, che ha una vita normale come tutti".

## Palmares

### Mondiali normodotati
- Bronzo individuale 2016 indoor

### Mondiali para
- Oro individuale 2015
- Bronzo mixed team 2015, 2013 e squadra femminile 2015